# كمال سيدو
كمال سيدو (ولد في عام 1961 ) هو كاتب ومترجم سوري ولد في عفرين.

## حياته
ذهب إلى موسكو في عام 1980م، حيث درس التاريخ والدراسات الشرقية. وفي عام 1989 أنهى دراسته وحصل على شهادة دكتوراه في العلوم التاريخية في معهد الدراسات الشرقية التابع لأكاديمية العلوم في الاتحاد السوفياتي.
وقد ألف العديد من المنشورات باللغة الكردية والعربية والروسية والألمانية والتركية. عاش وعمل حتى عام 2006م في ماربورغ. وكان رئيسا لمجلس الأجانب في ماربورغ بين سنوات 2003-2006 . منذ عام 2006م يعمل كمستشار لشؤون الشرق الأوسط في جمعية الدفاع عن الشعوب المهددة (STP) في غوتنغن. كما عمل مترجما في اللغات الكردية والعربية والروسية. وعمل في ألمانيا لسنوات عدة في الحزب الديمقراطي الحر (FDP).